# Ouzo
El ouzo (en griego: ούζο) es un licor anisado de origen griego con fuerte sabor dulce y olor a regaliz. Hecho con base en uvas maduradas y anís, se sirve comúnmente en fiestas de boda, reuniones familiares, etc. Su graduación está entre 37° y 50°. Es transparente e incoloro.
El Ouzo también es una denominación de origen protegida ante la Unión Europea desde el 13 de febrero de 2008. También cuenta con registro ante la Organización Mundial de la Propiedad Intelectual desde 22 de junio de 2021.

## Características
Para que la bebida espirituosa anisada tenga la denominación de ouzo, deberá:
- ser producida exclusivamente en Grecia o Chipre,
- obtenerse por mezcla de alcoholes aromatizados por destilación o maceración con semillas de anís y eventualmente de hinojo, de la resina procedente de un lentisco indígena de la isla de Quíos (Pistacia lentiscus Chia o latifolia) y de otras semillas, plantas o frutas aromáticas; el alcohol aromatizado por destilación deberá representar por lo menos el 20 % del grado alcohólico del ouzo.

Dicho destilado deberá:
- ser obtenido por destilación en alambiques tradicionales discontinuos de cobre con una capacidad igual o inferior a 1000 litros,
- tener un grado alcohólico que no sea inferior a 55 % vol. ni superior a 80 % vol.

El ouzo deberá ser incoloro, con un contenido en azúcar igual o inferior a 50 g por litro.